# Am Ziel
Am Ziel is een toneelstuk van de Oostenrijkse toneelschrijver en auteur Thomas Bernhard, geschreven in 1981. Het stuk beleefde hetzelfde jaar zijn wereldpremière op de Salzburger Festspiele.

## Plotsamenvatting
Am Ziel speelt zich af in Nederland. Een oude vrouw, de weduwe van de eigenaar van een ooit succesvolle gieterij, woont in een chic stadsappartement met haar dochter. Al enkele decennia maken moeder en dochter iedere zomer dezelfde reis, waarbij ze van hun appartement naar de Nederlandse kust reizen, naar een strandhuisje in Katwijk aan Zee. Het eerste bedrijf onthult deze voorgeschiedenis, maar toont ook hoe, dit jaar, de moeder de uitzonderlijke beslissing heeft genomen een jonge toneelschrijver mee te vragen op hun jaarlijkse reis naar de zee. In het tweede bedrijf, dat zich afspeelt in het strandhuisje, onthult de rijzende spanning in de relatie tussen de moeder en de dochter, in werking gezet door de aanwezigheid van de toneelschrijver, met name doordat de dochter een oogje op de jonge schrijver blijkt te hebben. 

## Metatheatraliteit
Net zoals Bernhards toneelstuk Der Theatermacher uit 1984, becommentarieert Am Ziel ook de kunstvorm van theater op zich, voornamelijk door de opname in de dramatis personae van het personage van de jonge toneelschrijver, en door de uitgesproken meningen die het personage van de moeder verwoordt over het theater en kunst op zich. 

## Dramatis personae
Am ziel is een toneeltekst voor drie acteurs, naast een niet sprekende rol van een dienstmeisje. Geen van de personages krijgt in het stuk een naam. 
- De moeder, vertegenwoordiger van de oude bourgeoisie;
- De dochter, vertegenwoordiger van jeugdigheid en onvolwassenheid;
- De toneelschrijver, vertegenwoordiger van nutteloos succes.

## Productiegeschiedenis
Am Ziel werd voor het eerst opgevoerd op 18 augustus 1981 op de Salzburger Festspiele met Marianne Hoppe in de hoofdrol, in regie van Claus Peymann. De Duitse première vond plaats op 22 oktober 1981 in Bochum, wederom in regie van Peymann. Het stuk verscheen voor het eerst in druk in oktober 1981.